# Rekha Sharma
Rekha Shanti Sharma es una actriz canadiense de ascendencia indo-fiyiana, conocida por su papel como Tory Foster en Battlestar Galactica, y Ellen Landry en Star Trek: Discovery.

## Carrera
Sharma comenzó su carrera como actriz cuando tenía 20 años. Tiene experiencia en el escenario pero también apareció en series de televisión como Da Vinci's City Hall, House MD, The Lone Gunmen, Smallville, Supernatural, John Doe, Dark Angel,  The Twilight Zone, Sanctuary, Hellcats, The Listener, Star Trek: Discovery, Battlestar Galactica y la serie de televisión reimaginada de 2009 de V.
También apareció en las películas El Núcleo, Tasmanian Devils y Aliens vs. Predator: Requiem.

## Filmografía

### Cine
| Año  | Título                       | Papel              | Notes                    |
| ---- | ---------------------------- | ------------------ | ------------------------ |
| 2002 | Liberty Stands Still         | Usherette          |                          |
| 2003 | The Invitation               | Esposa             | Escenas eliminadas       |
| 2003 | Where's the Party Yaar?      | Chica              |                          |
| 2003 | El núcleo                    | Danni              |                          |
| 2005 | Ladies' Night                | Gerente de cuentas | Película para televisión |
| 2005 | Edison                       | Fiscal             |                          |
| 2005 | Fierce People                | Trabajadora social | Sin acreditar            |
| 2006 | Memory                       | Becka              |                          |
| 2007 | Whisper                      | Mora               |                          |
| 2007 | Aliens vs. Predator: Requiem | Enfermera Helen    |                          |
| 2009 | Love Happens                 | Nose-Ring          |                          |
| 2013 | Tasmanian Devils             | Lisbon             |                          |
| 2014 | Shamed                       | Asha Malik         | Cortometraje             |
| 2014 | Dark Harvest                 | Coronel            |                          |
| 2015 | No Men Beyond This Point     | Ajala Bhatt        |                          |
| 2016 | Her Dark Past                | Dra. Mathur        | Película para televisión |

### Televisión
| Año           | Título                         | Papel                                  | Notas                                 |
| ------------- | ------------------------------ | -------------------------------------- | ------------------------------------- |
| 2001          | The Lone Gunmen                | Primera EMT                            | Episodio: "The 'Cap n Toby' Show"     |
| 2001          | The Outer Limits               | Reese                                  | Episodio: "Mindreacher"               |
| 2001          | Cold Squad                     | Recepcionista                          | Episodio: "Personal Politics"         |
| 2001          | Mysterious Ways                | E.R. Doctor                            | Episodia: "Doctor in the House"       |
| 2001–2002     | Dark Angel                     | Dra. Beverly Shankar                   | 5 episodios                           |
| 2002          | Mysterious Ways                | Reportera #1                           | Episodio: "Listen"                    |
| 2002–2006     | Smallville                     | Dra. Harden                            | 7 episodes                            |
| 2002          | The Twilight Zone              | Kate Danvers                           | Episodio: "Found and Lost"            |
| 2002–2003     | John Doe                       | Stella                                 | 15 episodios                          |
| 2004          | The L Word                     | Lori                                   | 2 episodios                           |
| 2004          | House                          | Melanie Landon                         | Episodio: "Pilot"                     |
| 2005–2006     | Da Vinci's City Hall           | Alguacil Cindy Winters                 | 10 episodios                          |
| 2006          | This Space For Rent            | Agente de casting                      | Episodio: "Pear-Shaped World"         |
| 2006–2009     | Battlestar Galactica           | Tory Foster                            | 31 episodios                          |
| 2008          | The Guard                      | Isha                                   | Episodio: "Sounds of Loneliness"      |
| 2008          | Sanctuary                      | Amy Saunders                           | Episodio: "Instinct"                  |
| 2009          | CSI: Crime Scene Investigation | Asistente a la convención              | Episodio: "A Space Oddity"            |
| 2009–2011     | V                              | Sarita Malik                           | 8 episodios                           |
| 2010          | Supernatural                   | Kali                                   | Episodio: "Hammer of the Gods"        |
| 2011          | The Listener                   | Lynn Kendall                           | Episodio: "Lady in the Lake"          |
| 2011          | Hellcats                       | Heidi Raft                             | Episodio: "Remember When"             |
| 2011          | Nikita                         | Nisha Patel                            | Episodio: "Knightfall"                |
| 2013          | Arrow                          | Claire Abbot                           | Episodio: "Dodger"                    |
| 2013          | Once Upon a Time in Wonderland | Ulima                                  | Episodio: "Bad Blood"                 |
| 2014–2015     | 100 100                        | Dra. Lorelei Tsing                     | Temporada 2 (recurrente; 9 episodios) |
| 2017–2020     | Star Trek: Discovery           | Comandante Ellen Landry (Prime/Espejo) | (recurring; 5 episodios)              |
| 2018          | Bravest Warriors               | Quince                                 | 2 episodes                            |
| 2019          | Limetown                       | Agente Especial Siddiqui               | 4 episodios                           |
| 2021          | Another Life                   | Especialista en IA Ursula Monroe       | (recurrente; 3 episodes)              |
| 2021–present  | Yellowjackets                  | Jessica Roberts                        | Recurrente                            |
| 2022          | The Imperfects                 | Dominique Crain                        | Recurrente                            |
| 2022          | Roswell, New Mexico            | Shivani Sen                            | 9 episodios                           |
| 2022–presente | Transplant                     | Neeta Devi                             | Recurrente en la tercera temporada    |

### Videojuegos
| Años) | Título           | Voz          | Notas |
| ----- | ---------------- | ------------ | ----- |
| 2019  | Star Trek Online | Ellen Landry | [ 5 ] |

### Series web
| Año  | Título              | Papel      | Notas                                        |
| ---- | ------------------- | ---------- | -------------------------------------------- |
| 2017 | Star Trek Continues | Avi Samara | Episodio VIII: "La sombra aún sigue pisando" |

## Vida personal
Sharma toca el sarangi.